# Durach
Durach település Németországban, azon belül Bajorországban. Lakosainak száma 7356 fő (2023. december 31.). Durach Waltenhofen és Kempten községekkel határos.

## Népesség
A település népessége az elmúlt években az alábbi módon változott:
| Lakosok száma | 1351 | 3242 | 4825 | 5316 | 6726 | 6813 | 7168 | 7218 | 7309 | 7356 |
|               | 1875 | 1950 | 1975 | 1987 | 2012 | 2014 | 2016 | 2017 | 2021 | 2023 |